# Ferdinand Friedensburg (numizmatyk)
Ferdinand Friedensburg (1858–1930) – niemiecki numizmatyk i muzealnik.
Prawnik z zawodu, od roku 1878 zajmował się porządkowaniem zbiorów numizmatycznych wrocławskiej Biblioteki Miejskiej, a następnie Śląskiego Muzeum Rzemiosła Artystycznego i Starożytności. W latach 1894–1906 był prezesem Towarzystwa Numizmatycznego w Berlinie.